# Ослиця
Ослиця (словен. Oslica) — поселення в общині Іванчна Гориця, Осреднєсловенський регіон, Словенія. Висота над рівнем моря: 327,9 м.